# Leos Legeland
Leos Legeland (svensk: Leo's Lekland) eller officielt Lek och rörelse Holding i Luleå AB er en svensk legelandskæde med 67 afdelinger i Sverige (27), Danmark (6), Norge, Finland og Tyskland.
Leo's legeland tilbyder forskellige aktiviteter for børn i forskellige aldre.
Virksomheden blev etableret i 2006 i Luleå af Joakim Gunler og Jonas Rönnqvist. 

## Danmark
I Danmark er kæden repræsenteret igennem selskabet Leos Legeland Danmark A/S med 6 afdelinger i: Aalborg, Aarhus, Herlev, Ishøj, Kolding og Odense, hvor de har været tilstede siden 2014.